# Hypena mainty
Hypena mainty là một loài bướm đêm trong họ Erebidae.